# ان‌جی‌سی ۳۹۳
ان‌جی‌سی ۳۹۳ (انگلیسی: NGC 393) نام یک کهکشان عدسی در صورت فلکی آندرومدا است.